# Sadaf Zahedi
Sadaf Zahedi (paschtunisch صدف زاهدي; * 23. Februar 1985 in Kabul) ist eine afghanisch-deutsche Schriftstellerin, Aktivistin und Poetry-Slammerin. Ihre künstlerische und politische Arbeit ist geprägt von den Themen Flucht, Identitätssuche und dem Kampf um persönliche Freiheit. Sie engagiert sich insbesondere für die Rechte von Frauen und Mädchen sowie für den Zugang zu Bildung unabhängig von Schrift und Büchern. Zahedi ist Gründerin des Vereins „Bildung ohne Bücher“.

## Biographie
Sadaf Zahedi wurde in Kabul als Tochter eines Mujaheddinkämpfers geboren und wuchs als Kriegsflüchtling auf. Die Flucht aus Afghanistan und die damit einhergehende Erfahrung von Heimatlosigkeit prägten ihren Lebensweg nachhaltig. Diese Erfahrungen bilden die Grundlage für ihr künstlerisches und literarisches Schaffen, das sich mit den Folgen von Krieg, Gewalt und der Suche nach persönlicher Freiheit auseinandersetzt. Zahedi lebt mit ihrem Mann und ihren drei Kindern in der Nähe von Bremen.

## Literarisches Werk
Zahedis Erzählung „Vier Jahreszeiten“ wurde von der Erik-Neutsch-Stiftung ausgezeichnet und für die Bühne adaptiert. Neben längeren Texten hat sie Kurzprosa und Gedichte veröffentlicht, die in renommierten Literaturmagazinen erschienen sind.  Zahedi wurde außerdem zu zahlreichen hochkarätigen Poetry-Slam-Bühnen und Lesungen eingeladen, darunter vom Gordon Aikman Theatre Edinburgh UNESCO Cities of Literature, Staatstheater Lübeck, Staatsoper Hannover, Internationalem Literatur Festival Poetry on the Road, DLA Dt. Literaturarchiv Marbach, Goethe Theater Bremen, META Theater München, Bird e.V Interreligiöses Friedenskonzert Leipzig. Ihre zweite Soloshow „Stimmen aus der Stille“ wurde im EMMA-Theater Osnabrück präsentiert. 

## Politische Aktivistin
Sadaf Zahedi widmet ihr Schaffen und Engagement dem Kampf gegen sichtbare und unsichtbare Gewalt, die Frauen und Mädchen weltweit erfahren. Ihr Ziel ist es, durch Bildung, kulturelle Vermittlung und künstlerische Ausdrucksformen langfristige Veränderungen herbeizuführen und den Zugang zu Wissen für alle zu fördern. Ihr Verein Bildung ohne Bücher findet breite Unterstützung in der Öffentlichkeit. Zahedi wird regelmäßig als Rednerin zu Veranstaltungen eingeladen, bei denen das Empowerment von Frauen im Mittelpunkt steht. Ihre Beiträge inspirieren und ermutigen insbesondere junge Menschen mit Migrationshintergrund, ihre Stimmen zu erheben und ihre Potenziale zu nutzen: Am 21. Oktober 2024 sprach Zahedi in Berlin bei der Pressekonferenz zur Umsetzung des Gewalthilfegesetzes. Gemeinsam mit prominenten Persönlichkeiten wie der Außenministerin Annalena Baerbock, Kristina Lunz, Düzen Tekkal und Regina Halmich forderte sie ein konsequenteres Handeln zum Schutz von Frauen und Mädchen vor Gewalt. Ihre Rede unterstrich die Bedeutung des Kampfs gegen sichtbare und unsichtbare Gewaltformen. Darüber hinaus war sie durch die Einladung von Melissa Khalaj Gast bei der renommierten Veranstaltung Frauen100. Unter der Moderation von Kerstin Weng, der deutschen Redaktionsleiterin der Vogue, stellte Zahedi ihr Projekt „Bildung ohne Bücher“ einem hochkarätigen Publikum aus Kultur, Medien und Gesellschaft vor.

## Veröffentlichungen

### Anthologien
- Kapstadt kauft Kühe: Literaturwettbewerb 2020/21 der Erik-Neutsch-Stiftung – Texte von Preisträgerinnen und Preisträgern. Verlag Neues Leben, Berlin 2022.[5]
- Von Landeiern und Großstadtpflanzen: 24 Geschichten, Gedichte, Gedanken über Heimat, Identität und Zuhause. Dichterwettstreit Deluxe Verlag, geplant für Oktober 2024. ISBN 978-3-9880902-5-6

### Kurzprosa und Gedichte
- Von Frau zu Frau, Literaturmagazin Bremen, 3. und 17. November 2022
- Meira, Literaturmagazin Bremen, Oktober 2024
- Vaatane man, in: Von Landeiern und Großstadtpflanzen, Oktober 2024